# Marawi
Marawi – miasto na Filipinach w regionie Muzułmańskie Mindanao, na wyspie Mindanao. W 2025 mieszka tu 218 241 mieszkańców .
W mieście rozwinął się przemysł spożywczy oraz rzemieślniczy.
Bitwa o Marawi - była jednym z najpoważniejszych konfliktów zbrojnych we współczesnej historii Filipin. Trwała od 23 maja 2017 do 23 października 2017 i rozegrała się w mieście Marawi na wyspie Mindanao. Była to wojna miejską na dużą skalę między siłami rządowymi Filipin a islamistycznymi bojownikami, głównie z grup Maute i Abu Sayyaf, które w tym czasie zadeklarowały lojalność wobec tzw. Państwa Islamskiego (ISIS).
Tło konfliktu
Mindanao od lat zmaga się z napięciami etnicznymi i religijnymi. Muzułmańska mniejszość Moro walczyła o większą autonomię lub niepodległość.
Na bazie tej sytuacji powstało kilka ugrupowań zbrojnych. Grupa Maute, założona przez braci Omara i Abdullaha Maute, oraz frakcje Abu Sayyaf zaczęły bardziej otwarcie wspierać ISIS.
Rząd Filipin, na czele z prezydentem Rodrigo Duterte, prowadził szeroką kampanię antyterrorystyczną.
Bezpośrednia przyczyna bitwy
Siły rządowe próbowały schwytać Isnillona Hapilona, lidera Abu Sayyaf i "emira" ISIS na Filipinach, który ukrywał się w Marawi.
Podczas próby zatrzymania, siły rządowe natrafiły na dużą i dobrze uzbrojoną obecność bojowników.
Bojownicy zajęli kluczowe punkty miasta, w tym szpitale, szkoły i meczety. Wywiesili czarne flagi ISIS i ogłosili Marawi "wilajetem" (prowincją) Państwa Islamskiego.
Przebieg walk
Walki trwały 5 miesięcy i były intensywne, szczególnie w ciasnych ulicach miejskich.
Wojsko filipińskie używało artylerii, śmigłowców i bombardowań lotniczych.
Miasto zostało niemal całkowicie zniszczone, zniszczono około 90% infrastruktury w centralnych dzielnicach.
W czasie walk, siły filipińskie wspierały siły specjalne ze Stanów Zjednoczonych i Australii w zakresie wywiadu, rozpoznania i szkolenia.
17 października 2017 prezydent Duterte ogłosił "wyzwolenie" Marawi po śmierci Hapilona i Omara Maute.
Skutki
Zginęło około 1000 bojowników, 165 żołnierzy i policjantów oraz ok. 47 cywilów.
Setki tysięcy mieszkańców zostało zmuszonych do ucieczki (około 400 000 osób).
Marawi zostało kompletnie zrujnowane — odbudowa miasta trwa do dziś i pochłania miliardy pesos.
Bitwa pokazała skalę radykalizacji islamistycznej w Azji Południowo-Wschodniej.
Była też ostrzeżeniem dla regionu o zagrożeniu ze strony Państwa Islamskiego i potrzebie międzynarodowej współpracy antyterrorystycznej.
Symbolika
Bitwa o Marawi została uznana za największą i najkrwawszą bitwę miejską w historii Filipin.
Jest też uznawana za przykład rosnącego zjawiska "urban insurgency" (powstania miejskiego) na świecie.
Lokalizacja:
Marawi leży na Filipinach, w południowej części wyspy Mindanao. Jest stolicą prowincji Lanao del Sur i częścią autonomicznego regionu Bangsamoro Autonomous Region in Muslim Mindanao (BARMM).
Ludność:
W 2025 roku prognozuje się, że Marawi zamieszkuje około 218 241 mieszkańców.
Większość ludności to Maranao – grupa etniczna muzułmańska, która od wieków zasiedla te tereny.
Kultura i religia:
Marawi nazywane jest „Miastem Islamskim Filipin” (Islamic City of Marawi).
Dominuje tutaj islam, co odróżnia je od reszty głównie chrześcijańskich Filipin.
W architekturze miasta można zobaczyć liczne meczety (najbardziej znany to Masjid Islamic Center, często nazywany Wielkim Meczetem).
Silne są tradycje związane z rękodziełem – np. tkanie tekstyliów (langkit), złotnictwo i drewniane rzeźby.
Historia:
Region był niepodległy długo przed kolonizacją Filipin przez Hiszpanów – istniały tu królestwa islamskie.
W 1895 roku powstało formalnie miasto Marawi.
2017: Miasto zostało poważnie zniszczone w wyniku bitwy o Marawi – pięciomiesięcznych walk rządu filipińskiego z powiązanymi z ISIS bojownikami.
Walki rozpoczęły się 23 maja 2017 r.
Ponad 350 000 mieszkańców musiało opuścić miasto.
Po zakończeniu walk miasto jest powoli odbudowywane (proces nazwany „rehabilitacją Marawi”).
Gospodarka:
Tradycyjnie oparta na handlu, rolnictwie i rękodziele.
Po zniszczeniach w 2017 roku gospodarka bardzo ucierpiała.
Odbudowa obejmuje budowę nowych domów, szkół, szpitali oraz infrastruktury drogowej.
Geografia i klimat:

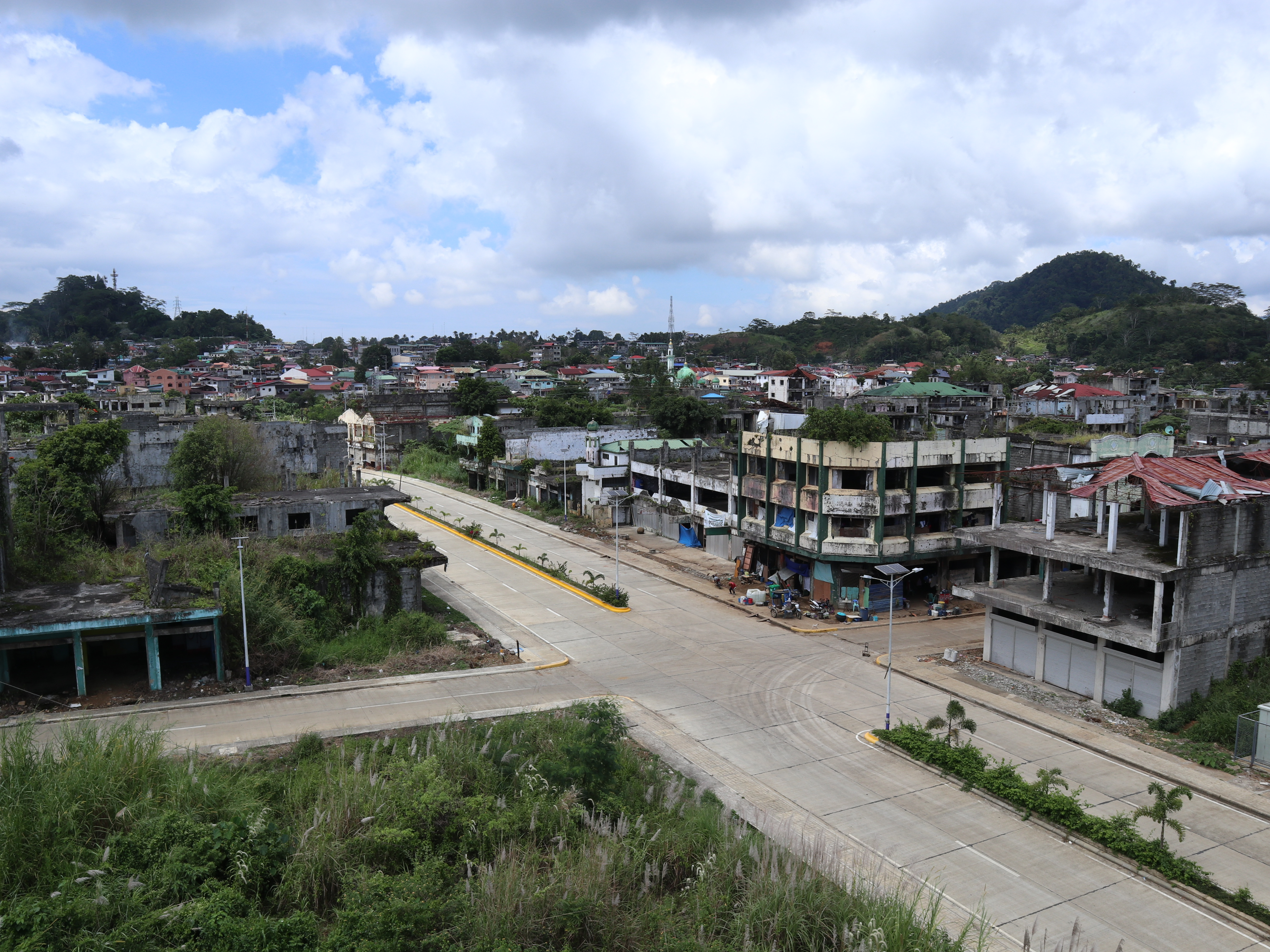
Obraz miasta po kilka lat po walkach.

Miasto położone jest nad jeziorem Lanao – największym jeziorem na Mindanao i drugim największym na Filipinach.
Marawi leży na wysokości około 700–800 m n.p.m., dzięki czemu ma chłodniejszy klimat niż wiele innych miast Filipin.
Klimat: tropikalny, z dużymi opadami przez większą część roku.
Ważne cechy:
Torogan – tradycyjne domy szlacheckich rodzin Maranao, bogato zdobione i symbolizujące status społeczny.
Kulintang – tradycyjna muzyka grana na zestawie małych gongów.
Współczesne wyzwania:
Odbudowa miasta jest powolna z powodu problemów biurokratycznych i finansowych.
Wielu dawnych mieszkańców wciąż mieszka w tymczasowych schroniskach lub u rodzin.
Trwają działania na rzecz utrzymania pokoju i zapewnienia stabilności w regionie.